# Theta Cygni
Désignations
Theta Cygni (θ Cygni / θ Cyg) est une étoile triple de la constellation boréale du Cygne. Elle est visible à l'œil nu avec une magnitude apparente de 4,49. D'après la mesure de sa parallaxe annuelle par le satellite Hipparcos, le système est distant d'environ ∼ 60 a.l. (∼ 18,4 pc) de la Terre. Il se rapproche du Système solaire à une vitesse radiale de −27,6 km/s.

## Étoile primaire
Sa composante primaire, désignée θ Cygni A, est une étoile jaune-blanc de la séquence principale de type spectral F3 V, qui génère son énergie par la fusion de l'hydrogène dans son noyau. Elle est 4,3 fois plus lumineuse que le Soleil et sa température de surface est de 6 697 K. L'étoile est plus grande que le Soleil, étant 35 à 40 % plus massive que lui et ayant un rayon 49 % plus grand que le sien. Son âge est estimé entre 1 et 1,6 milliard d'années.

## Compagnons stellaire
θ Cygni possède plusieurs compagnons faibles. Le plus proche, désigné θ Cygni B, est une naine rouge de treizième magnitude distante d'environ 3″, et dont on pense qu'elle orbite autour de θ Cygni A à environ 46 ua. De type spectral M3 V, sa masse est estimée valoir 35 % celle du Soleil. θ Cygni A et B se déplacent ensemble dans l'espace selon un mouvement propre de 0,261 seconde d'arc par an, soit 0,4° par siècle. Il est possible que θ Cygni B soit elle-même une binaire serrée composée de deux naines rouges, chacune d'entre elles serait alors moins brillante et moins massive que ce qui est calculé pour une étoile seule.
GSC 03564-00642 est une autre naine rouge de treizième magnitude qui apparaît partager un mouvement propre commun avec θ Cygni. Elle est située à environ deux minutes d'arc à l'ouest de θ Cygni A et ses propriétés sont compatibles avec une appartenance au système.
D'autres compagnons purement optiques sont répertoriés à proximité de θ Cygni. Une étoile de douzième magnitude, désignée C, est située à environ une minute d'arc de θ Cygni A. La composante D est une étoile de magnitude 12,5 située à 82,5″. Enfin, GJ 765 B, qui ne doit pas être confondue avec θ Cygni B, est une étoile chaude de treizième magnitude qui apparaît être de type A ou B. Elle pourrait être une étoile sous-naine, et son appartenance ou non au système de θ Cygni n'est pas encore établie.

## Possible compagnon planétaire
Des variations dans la vitesse radiale de θ Cygni A ont été détectées par l'équipe opérant le spectrographe échelle ÉLODIE. Desort et al. (2009) ont proposé que ces variations ne sont pas provoquées par le faible compagnon stellaire θ Cygni B, mais qu'elles seraient plutôt expliquées par la présence d'un compagnon planétaire. Celui-ci serait environ deux fois plus massif que Jupiter et il orbiterait son étoile en environ 150 jours. Cette exoplanète reste cependant à confirmer. Des observations réalisées à l'observatoire Lick ont montré l'existence de variations de vitesse radiale avec une même période ainsi que d'autres périodes liées par un alias annuel, mais ces signaux ne sont pas statistiquement significatifs.
| Planète | Masse   | Demi-grand axe (ua) | Période orbitale (jours) | Excentricité | Inclinaison | Rayon |
| ------- | ------- | ------------------- | ------------------------ | ------------ | ----------- | ----- |
| b       | ≈2,3 MJ | 0,635               | 154,5                    | 0            |             |       |